# Cabera undularia
Cabera undularia är en fjärilsart som beskrevs av Barnes och Mcdunnough 1913. Cabera undularia ingår i släktet Cabera och familjen mätare. Inga underarter finns listade i Catalogue of Life.